# Sandöbron
62°53′00″N 17°52′40″Ø / 62.88333°N 17.87778°Ø
Sandöbron er en bro over Ångermanälven mellem Lunde og Sandö i Kramfors kommun (i Ådalen) i Västernorrlands län i Sverige. Broens vigtige rolle som kommunikationsled over Ångermanälven er mindsket efter 1997 Högakustenbron blev indviet. Broen er i dag en del af länsväg 332. Ved det ene brofæste ligger det kendte Wästerlunds konditori. Ved broen ligger også et monument over de personer som omkom efter at militær åbnede ild mod et demonstrationstog ved Ådalshændelserne i 1931, kendt fra filmen Oprøret i Ådalen af Bo Widerberg.

## Historie
Skånska Cementgjuteriet var entreprenør, og byggeomkostningerne var beregnet til 3.650.000 kroner.
Under byggeriet af den første Sandöbron styrtede støbeformen for spændet sammen 31. august 1939 kl. 16.40, og 18 arbejdere forulykkede. Ulykken fik ikke så meget opmærksomhed da anden verdenskrig indledtes dagen efter.
Betonbroen erstattede den sidste færgeforbindelse på vejen Stockholm-Haparanda (som da ikke havde noget nummer) og den indviedes 16. juni 1943 af kong Gustaf 5.
Sandöbron byggedes i en tid af fremtidstro og blev et rejsemål i sig selv. Kramfors blev by 1947 og fick en bro i sit byvåben som henvisning til Sandöbron. Broen var mellem 1943 og 1964, med sine 264 meter, verdens største betonbro i et spænd. I en årrække har broens vejbane været dårlig stand, men efter en omfattende renovering genindviedes broen i efteråret 2003 af landshövding Gerhard Larsson.